# 藤貞幹
藤 貞幹（とう ていかん、享保17年6月23日〈1732年8月13日〉 - 寛政9年8月19日〈1797年10月8日〉）は、江戸時代中後期の学者・好古家。日本の考古学・文献学・目録学の祖とも言われる。諱は藤原 貞幹（ふじわら さだもと）。字は子冬。通称・叔蔵。号は無仏斎・蒙斎・瑞祥斎・好古など。なお、姓を「藤井」と称したとする説もあるが、誤伝によるもので事実ではない。

## 生涯・著作
京都の佛光寺久遠院院主玄煕（権律師、日野家出身）の子。父親と同様に僧侶になるべく育てられ、11歳で得度する。だが、仏教の教えに疑問を抱いて18歳で家を飛び出して還俗、日野家の本姓である藤原を名乗った。
日野宗家の日野資枝から和歌を、高橋宗直から有職故実を、持明院宗時から書道を、後藤柴山・柴野栗山から儒学を、高芙蓉から篆刻を学んだほか、雅楽・篆書・草書・金石文などに精通し、韓天寿や上田秋成とも親交を有した。のちに水戸藩彰考館に招かれて『大日本史』編纂にも関与している。日野資枝の実弟で宝暦事件に連座して蟄居していた裏松固禅から大内裏（平安宮）研究の助力を依頼されて意気投合し、固禅の『大内裏図考証』その他の執筆に大きな役割を果たした。その一方で、発掘された出土品などを吟味して厳密な考証の必要を唱え、記紀の記述と言えども無条件でこれを支持すべきではないと主張し、神武天皇の在位を600年繰り下げて神代文字の存在を否定した『衝口発』を刊行した。これが国学者たちの反感を買い、特に神武天皇や素戔嗚尊（貞幹はその正体を新羅の国王であるとした）の問題については本居宣長が『鉗狂人』を著して貞幹の考証が杜撰であると主張し、逆に上田秋成が貞幹を擁護して宣長の姿勢を非難するなど激しい論争（「日の神論争」など）を引き起こした。
他にも『好古日録』『集古図』『百官』『国朝書目』『逸号年号』『伊勢両大神宮儀式帳考註』『古瓦譜』など自著多数がある。

## 関連文献
- 松尾芳樹「藤原貞幹の「集古図」」『京都市立芸術大学美術学部研究紀要』第36号、京都市立芸術大学美術学部、1992年3月、67-90頁、CRID 1520853833914435584、doi:10.11501/6045051、ISSN 0288-6057。
- 長谷洋一「好古家の図譜・図録 : 古物を写す」『好古家ネットワークの形成と近代博物館創設に関する学際的研究』III、近代博物館形成史研究会、2020年2月、59-60頁、CRID 1011694355635703427。